# Johan De Tavernier
Johan (Jo) De Tavernier (Roeselare, 1957) is een Belgisch theoloog en hoogleraar aan de Katholieke Universiteit Leuven.

## Biografie
Johan De Tavernier is emeritus hoogleraar theologische ethiek aan de faculteit Theologie en Religiewetenschappen van de Katholieke Universiteit Leuven. Van 1996 tot 2002, van 2005 tot 2008 en van 2014 tot 2018 was hij academisch secretaris en vicedecaan Onderwijs en van 2012 tot 2014 vicedecaan Internationalisering van deze faculteit. Van 2018 tot 2022 was hij er decaan. Hij doceerde christelijke ethiek, personalisme, milieu-ethiek en bio-ethiek en doceerde tot 2018 religie, zingeving en levensbeschouwing aan studenten ingenieurs- en bio-ingenieurswetenschappen. Hij is gespecialiseerd in voedselethiek, techniek en ethiek en bepaalde aspecten van dierethiek.
Hij is kernredactielid van de tijdschriften Louvain Studies en Tijdschrift voor Theologie en redactielid van de tijdschriften Journal of Agricultural and Environmental Ethics en Ethical Perspectives. Hij was hoofd van het Centrum voor Wetenschap, Techniek en Ethiek, is lid van de Ethische Commissie Dierproeven en lid van de raad van bestuur van VVOB.